# ستيفن تيتيه
ستيفن تيتيه (بالإنجليزية: Stephen Tetteh)‏ هو لاعب كرة قدم غاني في مركز الدفاع، ولد في 11 أبريل 1982 في أكرا في غانا. شارك مع منتخب غانا تحت 17 سنة لكرة القدم ومنتخب غانا لكرة القدم. أما مع النوادي، فقد لعب مع نادي هارتس أوف أوك.

## وصلات خارجية
- ستيفن تيتيه على موقع الاتحاد الدولي (مؤرشف)  (الإنجليزية)
- ستيفن تيتيه على موقع قاعدة بيانات كرة القدم.إي يو (الإنجليزية)